# عقد 340 ق م
عقد 340 ق م هو عقد امتد بين 31 ديسمبر 349 ق م و1 يناير 340 ق م بحسب التقويم اليولياني البروليبتي (التقويم الميلادي). سبقه عقد 350 ق م ولحقه عقد 330 ق م.

## أحداث

### 348 قبل ميلاد
- المعاهدة الثانية بين روما وقرطاج.

### 347 قبل ميلاد
- إسبوزيبوس يخلف أفلاطون على رأس أكاديمية أفلاطونية.[5]

### 346 قبل ميلاد
- توقيع معاهدة السلام فيلوكريتس بين أثينا ومقدونيا.
- ديونيسيوس الثاني يستعيد سلطة في سرقوسة.[6]

### 345 قبل ميلاد
- تأسيس إمبراطورية ناندا.

### 343 قبل ميلاد
- أردشير الثالث الأخميني يقود حملة على مصر.
- نهاية حكم الأسرة المصرية الثلاثون.
- أردشير الثالث الأخميني يؤسس لحكم الأسرة المصرية الحادية والثلاثون.
- بداية الحرب سامنية الأولى بين الجمهورية الرومانية المبكرة وقبائل سامنيوم.

### 342 قبل ميلاد
- معركة جبل غوروس بين سامنيت والرومان.[7]
- معركة مالينغ بين ولاية تشي و ولاية وي.[8]

### 341 قبل ميلاد
- فيليب الثاني المقدوني يكمل ضم تراقيا.[9]
- نهاية الحرب سامنية الأولى بين الجمهورية الرومانية المبكرة وقبائل سامنيوم.

### 340 قبل ميلاد
- معركة فيزوف بين الرومان وحلفائهم السامانيين ضد تحالف من عدة شعوب: اللاتين، الكامبانيون، فولشي، سيديسيني، وأورونسي.[10]

## مواليد
- روكسانا أميرة فارسية، ابنة أحد زعماء باكتريا.
- فيلوخوروس مؤرخ يوناني.
- تشاندراغبت موريا مؤسس الإمبراطورية الماورية.
- كيو يوان شاعر صيني.
- فيليتاريوس مؤسس حكم الأسرة الأتالية.[11]
- ميناندر كاتب مسرحي يوناني.
- إبيقور فيلسوف يوناني.
- برنيكي الأولى زوجة الملك بطليموس الأول.

## وفيات
- أفلاطون فيلسوف يوناني كلاسيكي.
- أرخيتاس فيلسوف إغريقي.
- نيكوتارس شاعر إغريقي للكوميديا القديمة.[12]
- ماهاناندين، آخر ملوك سلالة شيشوناجا.[13]
- إدريوس ملك كاريا.[14]
- ديونيسيوس الثاني، حاكم سرقوسة.[6]
- بانج جوان جنرال صيني.[15]
- ليس هيكارا محظية يونانية.[16]

## كتب
- Yves Denis Papin (1998). Chronologie de l'histoire ancienne. Lieu de publication non identifié: Éditions Jean-paul Gisserot. ISBN:2-87747-346-5. OCLC:40746926. مؤرشف من الأصل في 2022-03-16.
- موسوعة حضارة العالم (2002) لأحمد محمد عوف.

## روابط خارجية
- تصفح سنة بسنة عقد 340 ق م على موقع onthisday.com
- تصفح سنة بسنة عقد 340 ق م ابتداءً من سنة عقد 340 ق م على موقع المكتبة الوطنية الفرنسية
- التسلسل الزمني للتاريخ الحربي قبل الميلاد على موسوعة التاريخ الحربي.